# Nismo 400R
Der NISMO 400R (R kurz für Racing) ist ein Mittelklasse-Coupé. Es wurde als ein 44 Stück limitiertes Sondermodell gebaut, um den Triumph des Nismo GT-R LM zu feiern.

## Modellbeschreibung
Das Auto basiert auf einem Nissan Skyline GT-R R33 V-Spec. Die Karosserie wurde mit einem neuen Bodykit versehen und der RB26DETT-Motor des Skylines wurde komplett überarbeitet. Die Kolben, Pleuelstangen, die Kurbelwelle und der Ladeluftkühler wurden ersetzt. Am Zylinderkopf wurden die Kanäle poliert. Die Laufbuchsen des Kurbelgehäuses wurden auf einen Hubraum von 2771 cm³ aufgeweitet. Aus dem RB26DETT wurde nun ein RB-X GT2, der 294 kW (400 PS) bei 6800/min und 478 Nm bei 4400/min erzeugt. Das Gewicht des 400R erhöhte sich auf 1550 kg, 20 kg mehr als ein GT-R R33 V-Spec. Er sprintet in ca. 4,0 Sekunden von 0–100 km/h und erreicht eine Höchstgeschwindigkeit von 320 km/h mit einem 5-Gang-Getriebe. Die reguläre Kupplung wurde durch eine Zweischeibenkupplung von Nismo ersetzt. Der 400R wurde um 30 mm tiefergelegt, und die Stoßdämpfer des GT-R 33 wurden durch sportlichere Dämpfer von Bilstein ersetzt. Außerdem erhielt der Wagen Bremsbeläge und Bremsscheiben von Nismo. Zudem wurde er serienmäßig mit 18-Zoll-Nismo-LM/GT1 auf 275/35ZR18er RE710kai Reifen versehen. Im Inneren des Wagens gibt es auch einige Änderungen gegenüber dem serienmäßigen Skyline, ein Lederlenkrad mit Airbag und auffälligem „Nismo 400R“-Emblem, einen Schaltknauf aus Titan und Nismo-Sportsitze.

### Technische Daten
- Motorlage: Frontmotor, längs eingebaut
- Antrieb: Allradantrieb
- Motor: Reihensechszylinder Bi-Turbo (RBX-GT2)
- Hubraum: 2771 cm³
- Leistung: 294 kW/400 PS bei 6800/min
- Drehmoment: 478 Nm bei 4400/min
- Getriebe: 5-Gang manuell
- Gewicht: 1550 kg
- Leistungsgewicht: 3,88 kg/PS (zum Vergleich – Nissan Skyline R33 GT-R: 5,41 kg/PS)
- Höchstgeschwindigkeit: 320 km/h
- 0–100 km/h in 4,0 Sekunden